# Lehtosaari (ö i Norra Savolax, Inre Savolax, lat 62,77, long 26,55)
Lehtosaari är en ö i Finland. Den ligger i sjön Kiesimä och i kommunen Rautalampi i den ekonomiska regionen  Inre Savolax ekonomiska region  och landskapet Norra Savolax, i den centrala delen av landet, 300 km norr om huvudstaden Helsingfors. Öns area är 4,3 hektar och dess största längd är 470 meter i sydöst-nordvästlig riktning.